# Bansko (Stroumitsa)
Bansko (en macédonien Банско) est un village du sud-est de la Macédoine du Nord, situé dans la municipalité de Stroumitsa. Le village comptait 1992 habitants en 2002.

## Démographie
Lors du recensement de 2002, le village comptait :
- Macédoniens : 1 064
- Turcs : 900
- Roms : 17
- Serbes : 3
- Albanais : 1
- Autres : 6